# Adrian Morris
Adrian Michael Morris (* 2. Januar 1907 in Mount Vernon, New York; † 30. November 1941 in Los Angeles, Kalifornien) war ein US-amerikanischer Schauspieler.

## Leben
Adrian Morris wurde in Mount Vernon, New York, als eines von vier überlebenden Kindern des Broadway-Bühnenschauspielers William Morris und der Bühnenkomikerin Etta Hawkins geboren. Seine Geschwister waren der Drehbuchautor und Schauspieler Gordon Morris, der Schauspieler Chester Morris und die Schauspielerin Wilhelmina Morris. Ein weiterer Bruder, Lloyd Morris, verstarb jung.
1929 zog er nach Hollywood und begann in Filmen als Schauspieler zu arbeiten. Bis zuletzt 1942 war er in mehr als 70 Filmen zu sehen.
Am 26. Februar 1932 heiratete Morris die Bühnenschauspielerin Eva Virginia Shipley in Berkeley Hills.

## Filmografie
- 1931: Das Luftschiff (Dirigible)

- 1931: Arizona

- 1931: The Pagan Lady

- 1931: The Age for Love

- 1932: Me and My Gal

- 1933: Trick for Trick

- 1933: The Little Giant

- 1933: The Mayor of Hell

- 1933: Verschollen in New York (Bureau of Missing Persons)

- 1933: Kinder auf den Straßen (Wild Boys of the Road)

- 1933: King for a Night

- 1934: The Big Shakedown

- 1934: I Like It That Way

- 1934: Let’s Be Ritzy

- 1934: Jagd nach dem Glück (The Pursuit of Happiness)

- 1935: I’ll Love You Always

- 1935: Helden von heute (West Point of the Air)

- 1935: G Men

- 1935: One Frightened Night

- 1935: Age of Indiscretion

- 1935: Stranded

- 1935: Calm Yourself

- 1935: Die Frau auf Seite 1 (Front Page Woman)

- 1935: Powdersmoke Range

- 1935: Dr. Socrates

- 1935: Three Kids and a Queen

- 1935: Metropolitan

- 1935: The Fighting Marines

- 1936: Der versteinerte Wald (The Petrified Forest)

- 1936: Poppy

- 1936: My American Wife

- 1936: Rose Bowl

- 1937: Her Husband Lies

- 1937: The Woman I Love

- 1937: Radio Patrol

- 1937: There Goes the Groom

- 1937: Every Day’s a Holiday

- 1938: Mr. Moto’s Gamble

- 1938: Du und ich (You and Me)

- 1938: Wenn ich König wär (If I Were King)

- 1938: Angels with Dirty Faces

- 1939: Boy Slaves

- 1939: Tail Spin

- 1939: Sergeant Madden

- 1939: The Return of the Cisco Kid

- 1939: Union Pacific

- 1939: Rose of Washington Square

- 1939: 6,000 Enemies

- 1939: Career

- 1939: They All Come Out

- 1939: Coast Guard

- 1939: Wall Street Cowboy

- 1939: Chicken Wagon Family

- 1939: $1,000 a Touchdown

- 1939: Vom Winde verweht (Gone With the Wind)

- 1939: The Cisco Kid and the Lady

- 1940: Früchte des Zorns (The Grapes of Wrath)

- 1940: Know Your Money

- 1940: Castle on the Hudson

- 1940: Tear Gas Squad

- 1940: Girl in 313

- 1940: Lucky Cisco Kid

- 1940: Rache für Jesse James (The Return of Frank James)

- 1940: Pier 13

- 1940: Public Deb No. 1

- 1940: Weihnachten im Juli (Christmas in July)

- 1940: Florian

- 1940: Michael Shayne, Private Detective

- 1941: Life with Henry

- 1941: Sis Hopkins

- 1941: Reaching for the Sun

- 1941: Blood and Sand

- 1941: Die Marx Brothers im Kaufhaus (The Big Store)

- 1941: Rags to Riches

- 1941: Wild Geese Calling

- 1941: Belle Starr

- 1941: Marry the Boss’s Daughter

- 1942: Fly-by-Night